# Odakyu

Logo

Odakyu Electric Railway Company – spółka założona w 1923 r. pod nazwą Odawara Express Railway Co. Obsługuje trzy linie tokijskiej metropolii: Odawara, Enoshima i Tama. Linie te rozciągają się na ponad 120 km. Dziennie przejeżdża na nich 1,84 mln pasażerów - ponad 670 mln rocznie.
Łączą one nowe centrum Tokio (Shinjuku) z Hakone i Enoshimą, gdzie mieści się nadmorski kurort.